# 小倉薬品
小倉薬品株式会社（こくらやくひん）は、医薬品・一般用医薬品の卸・小売を中心とする企業であった。現在は、「株式会社アステム」である。

## 概要
- 1940年11月 初代吉村益次（吉村益次商店）と大石忠次郎（大石忠次郎商店）と共同経営により「合名会社小倉薬局」を創業
- 1946年9月 大石忠次郎が資本を引き上げ「吉村益次商店・小倉支店」として発足
- 1947年3月 資本金19,900円で「小倉薬局株式会社」に商号変更
- 1949年2月 小倉市米町42に本社移転
- 1950年5月 「田川出張所」開設
- 1951年4月 「下関支店」（山口県下関市西細江町124）開設
- 1953年2月 資本金2,000万円で「小倉薬品株式会社」に商号変更
- 1953年11月 「大石薬品」「松井薬品」「高瀬薬品」「佐藤薬品」「小倉薬品」の5社で「北九州医薬品卸協同組合」発足
- 1956年 5月小倉市馬借町151に本社移転
- 1956年7月 「福岡血液銀行」を設立
- 1958年10月 「行橋出張所」開設
- 1959年2月 「山口医療器株式会社」と共同で「小倉医療品株式会社」を設立
- 1959年11月 「小郡出張所」（山口県吉敷郡小郡町中央通）開設
- 1960年11月 「福岡事務所」設立
- 1962年4月 「松井薬品 」と「スミヤ薬局」卸部門（福岡県飯塚市）と「小倉薬品・田川営業所」が合併して「筑豊薬品株式会社」（後のケンコー）と商号変更
- 1962年5月 「佐藤薬品」（福岡県北九州市）の卸部門を譲受
- 1962年7月 小倉市北区大手町10に本社移転
- 1963年1月 「行橋出張所」廃止
- 1963年7月「小倉薬品下関支店・小倉薬品小郡出張所」を「旭薬品」（山口県防府市）と合併させ「旭小倉薬品株式会社」（山口県下関市）として発足
- 1963年6月東京都に「大鵬薬品工業株式会社」（大塚製薬と全国の主要卸業者が出資して設立された企業である）設立。福岡地区独占販売契約を締結。大鵬薬品は1県1社代理店制度を採用する
- 1964年5月 「小倉医療器株式会社」を吸収合併
- 1964年3月 「双信化学」の商事部門を分離し「三共」「稲畑産業」「小倉薬品」の共同出資し資本金2,000万円で「三和薬品株式会社」を設立
- 1964年 「吉松一心堂」「宮崎吉村薬品」「小倉薬品」「吉村薬品」の4社で「ダイア会」を結成
- 1966年1月 「東京事務所」（東京都渋谷区渋谷2-7）設立
- 1967年 「株式会社ダイア」設立
- 1968年1月 「北九州メディカル・サービス」（血液検査などのサービスを提供する会社）を合併
- 1968年9月 「北九州薬品株式会社」（吉村重喜の提案して家庭薬の集中共同仕入れをする会社）を合併
- 1968年9月 「福岡店」新設
- 1968年11月 「東京事務所」（東京都渋谷区東一丁目17-9九松屋ビル）移転
- 1969年5月北九州門司の「土谷博薬品」の卸部門を譲受し全額出資により「門司土谷薬品」（後の九州土谷薬品）設立
- 1969年9月 不動産管理会社「株式会社よしむら」を「吉村興産」（後のコーエー化学）に商号変更
- 1969年10月 「株式会社ダイコー（ダイヤ・コーポレーシヨン）」設立
- 1971年5月 「行橋店」開設
- 1971年11月 山口県下関市の「株式会社コーエー」と合併「コーエー小倉薬品株式会社」に商号変更
- 1972年3月 「宇部店」（山口県宇部市西沢）新築移転
- 1972年5月 「西部店」開設
- 1972年7月 「飯塚店」開設
- 1972年8月 小倉南区曽根に本社移転
- 1972年11月 「西部店」新築移転
- 1973年4月 「広島店」（広島市井ノ口）開設
- 1973年4月 「福岡西部店」開設
- 1973年6月 「益田店」（島根県益田市中ノ島）開設
- 1973年11月 「長門店」（山口県長門市東深川）開設
- 1974年5月 「早田店」開設
- 1974年9月 「筑豊店」開設
- 1974年4月 「下関店」新築移転（山口県下関市楠乃）
- 1974年11月 「コーエー化学」（旧・吉村興産）と「九州土谷薬品」（旧・門司土谷薬品）とを合併させ「北九州薬品」と社名変更
- 1974年4月 「旧下関店」（山口県南部町）は中国本部に変更
- 1974年6月 「中央連絡所」に血液配給センター開設
- 1976年3月 「行橋店」開設
- 1977年2月 「広島店」（広島県佐伯郡五日市町）新築移転
- 1977年5月 「コーヤク・アビリフィーズ株式会社」設立
- 1978年1月 「コーヤク株式会社」に商号変更
- 1978年5月 「北九州薬品株式会社」合併
- 1978年5月 「宗粨店」開設
- 1978年5月 小倉北区大手町に「血液配給センター」新築移転
- 1979年5月 中国本部機構を本社と下関店へ移転
- 1979年9月 「南福岡営業所」開設
- 1981年1月 「東京事務所」（東京都中央区八丁堀）移転
- 1981年1月 「中国本部」・「小郡店」（山口県吉敷郡小郡町）を新築移転
- 1981年4月 「福岡支店」「福岡店」新築
- 1981年5月 「旧福岡店」を廃止し「西福岡営業所」開設
- 1981年5月 「防府店」廃止し「小郡店」に統合
- 1981年6月 「長門店」を廃止し「萩店」（山口県萩市土原）開設
- 1981年11月 「柳井店」廃止し「徳山店」に統合
- 1984年7月 「福山店」（広島県福山市新浜2-15-1）設立

## コーヤク・営業所
- 本社・福岡県北九州市小倉南区曽根樋ノ口2250-1

（中国事業部）
- 中国事業部本部・下関店・山口県下関市大字楠乃字貴船田
- 宇部店・山口県宇部市大字中宇部字西沢
- 小郡店・山口県吉敷郡南本町
- 萩店・山口県萩市土原
- 徳山店・山口県下松市大字末武中字向香力1159-7
- 岩国店・山口県岩国市室の木町1-5-15
- 広島店・広島県佐伯郡五日市町海老園1-2-13
- 益田店・島根県益田市乙吉イ333-2
- 浜田店・島根県浜田市下府362
- 呉連絡所・広島県呉市塩屋町4-27
- 福山店・広島県福山市新浜町2-1-24

（九州事業部）
- 九州事業部本部・博多店・福岡県博多区山王1-2-18
- 福岡店・福岡県福岡市東区箱崎
- 西福岡店・福岡県福岡市西区姪の浜4-11-26
- 南福岡店・福岡県大牟田市水城
- 行橋店・福岡県行橋市中津熊字芝原759-21
- 西部店・福岡県北九州市八幡西区引野1-15-7
- 飯塚店・福岡県飯塚市幸袋107-1
- 筑豊店・福岡県飯塚市流通センター中央通
- 宗粨店・福岡県宗像郡福間町字竿3738-3
- 東京事務所・東京都中央区八丁堀
- 血液配給センター（中央連絡所）・福岡県北九州市小倉北区大手町11-3

## コーヤク・大株主
- 吉村重喜
- 武田薬品
- 吉村薬品
- 第一製薬
- 能美順天堂
- エーザイ
- 大日本住友製薬

## 吉村グループ
- 吉村薬品
- コーヤク
- 宮崎吉村薬品
- ヤナイ薬品
- ヨシマツ薬品
- 藤村薬品
- 大石薬品
- ケンコー
- コーヨー薬品
- 重松薬房
- 健栄製薬

## コーヤク・主要取引メーカー
- 武田薬品
- 藤沢薬品
- 明治製菓
- 第一製薬
- エーザイ
- 大日本製薬
- 新高橋盛大堂
- 持田製薬
- ミドリ十字
- 大塚製薬
- 山口医療器
- 協和発酵
- 大鵬薬品
- 中外製薬
- 和光堂
- 日本シエーリング
- 扶桑薬品
- 萬有製薬
- 台糖ファイザー
- 小野薬品